# Hidroeléctrica 15 de Septiembre
Hidroeléctrica 15 de Septiembre ist eines der drei bedeutenden Wasserkraftwerke im  Flussgebiet des Río Lempa in El Salvador. Betreiber ist die  Ejecutiva Hidroeléctrica del Río Lempa.

## Lage
Dieses Kraftwerk liegt rund 90 km östlich von San Salvador im Cantón San Lorenzo und ist neben Hidroeléctrica 5 de Noviembre und Hidroeléctrica Cerrón Grande das leistungsstärkste Wasserkraftwerk in der Region San Salvador.

## Beschreibung
Die Anlage besteht aus einem 57,2 m hohen Staudamm und der tieferliegenden zentralen Turbinen- und Generatorenanlage. Das aufgestaute Wasservolumen beträgt rund 380 Millionen m³. Die maximale Stauwasserhöhe beträgt 49 m, bei Hochwasser werden die Entlastungstore geöffnet.
Die Anlage besteht aus zwei Einheiten, die erste Stufe wurde zunächst mit einer Leistung von 78,3 MW im September 1983 eingeweiht. Die zweite, baugleiche Kaplan-Turbine ging im März 1984 in Betrieb. Die beiden Turbinen und Generatoren wurden bei Hitachi Ltd. in Japan gefertigt.
Die installierte Gesamtleistung beträgt 156,6 MW und kann bei Spitzenbedarf für zwei Stunden auf rund 180 MW hochgefahren werden. Im Durchschnitt produziert dieses Kraftwerk jährlich rund 605 GWh elektrische Energie.